# René Lourau

René Lourau (Gelos, 1933-París, 11 de enero de 2000) fue un sociólogo y educador francés.
Fue profesor de Sociología (1994), de Ciencias Políticas y Ciencias de la Educación (1999) en la Universidad de París VIII (1994). Discípulo de Henri Lefebvre, es uno de los principales teóricos del análisis institucional y del concepto de implicación, mediante el cual propone una construcción teórica similar a las consecuencias del principio de incertidumbre en el ámbito de la física.
Es el padre del saxofonista de jazz Julien Loureau.

## Obra en castellano
- El psicoanálisis en la división del trabajo. La institución del análisis. Barcelona: Anagrama. 1971.
- El Estado y el Inconsciente. Barcelona: Kairós. 1980. ISBN 847-245-116-X.
- El análisis institucional. Buenos Aires: Amorrortu. 1991. ISBN 950-518-052-7.
- Libertad de movimientos. Una introducción al Análisis Institucional. Buenos Aires: Eudeba. 2000. ISBN 950-23-1140-X.
- Los intelectuales y el poder. Montevideo: Nordan Comunidad. 2001. ISBN 9974-42-079-2.
- El Estado Inconsciente. Buenos Aires: Terramar. 2009. ISBN 978-987-617-064-2.
- el campo de coherencia del análisis institucional. Facultad de Ciencias Sociales/CBC. 1995.